# Championnat de France de basket-ball 1936-1937
Navigation
Saison précédente Saison suivante
La saison 1936-1937 du championnat de France de basket-ball Excellence est la 17e édition du championnat de France masculin de basket-ball. Le CA Mulhouse remporte le championnat.

## Présentation
Le championnat Excellence regroupe 32 équipes et se dispute par élimination jusqu'à la finale. Le 1er tour est organisé le dimanche 20 décembre 1936 et la finale le 25 avril 1937 au Stade Roland-Garros.

## Équipes participantes
Les 32 équipes présentes au 1er tour du championnat.
- FO Grenoble
- Paris UC
- CA Mulhouse
- SS Nilvange
- FA Mulhouse
- Racing Club
- JA Charleville
- CRS 4 Chemins
- ASC Rennais
- US Suisse
- AS Montferrandaise
- AS Cannes
- CAUFA Reims
- US Tourcoing
- Stade Bordelais UC
- AS Saint-Hippolyte
- SAN Nice
- AS Stépahnoise
- FC Lyon
- FO Piscénois
- Olympique lillois
- JSP Issy
- ASABH
- CAUFA Romilly
- SCPO Paris
- Étoile Dinardaise
- SA Montrouge
- AS Strasbourg
- US Métro
- AC Wattrelos
- Stade français
- AS Saint Rogatien

## Phase finale
|  | Huitièmes de finale    | Huitièmes de finale         |                   |    | Quarts de finale       | Quarts de finale       |  |  | Demi-finales        | Demi-finales        |  |  | Finale                                     | Finale                                     |
|  | Huitièmes de finale    | Huitièmes de finale         |                   |    | Quarts de finale       | Quarts de finale       |  |  | Demi-finales        | Demi-finales        |  |  | Finale                                     | Finale                                     |
|  |                        |                             |                   |    |                        |                        |  |  |                     |                     |  |  |                                            |                                            |
|  | 24 janvier 1937, Nancy | 24 janvier 1937, Nancy      |                   |    | 21 février 1937, Nancy | 21 février 1937, Nancy |  |  | 21 mars 1937, Paris | 21 mars 1937, Paris |  |  | 25 avril 1937, Paris (Stade Roland-Garros) | 25 avril 1937, Paris (Stade Roland-Garros) |
|  | 24 janvier 1937, Nancy | 24 janvier 1937, Nancy      |                   |    | 21 février 1937, Nancy | 21 février 1937, Nancy |  |  | 21 mars 1937, Paris | 21 mars 1937, Paris |  |  | 25 avril 1937, Paris (Stade Roland-Garros) | 25 avril 1937, Paris (Stade Roland-Garros) |
|  | CA Mulhouse            | 35                          |                   |    | 21 février 1937, Nancy | 21 février 1937, Nancy |  |  | 21 mars 1937, Paris | 21 mars 1937, Paris |  |  | 25 avril 1937, Paris (Stade Roland-Garros) | 25 avril 1937, Paris (Stade Roland-Garros) |
|  | CA Mulhouse            | 35                          |                   |    | 21 février 1937, Nancy | 21 février 1937, Nancy |  |  | 21 mars 1937, Paris | 21 mars 1937, Paris |  |  | 25 avril 1937, Paris (Stade Roland-Garros) | 25 avril 1937, Paris (Stade Roland-Garros) |
|  | JA Charleville         | 18                          |                   |    | 21 février 1937, Nancy | 21 février 1937, Nancy |  |  | 21 mars 1937, Paris | 21 mars 1937, Paris |  |  | 25 avril 1937, Paris (Stade Roland-Garros) | 25 avril 1937, Paris (Stade Roland-Garros) |
|  | JA Charleville         | 18                          | CA Mulhouse       | 20 |                        |                        |  |  | 21 mars 1937, Paris | 21 mars 1937, Paris |  |  | 25 avril 1937, Paris (Stade Roland-Garros) | 25 avril 1937, Paris (Stade Roland-Garros) |
|  | 24 janvier 1937        |                             | CA Mulhouse       | 20 |                        |                        |  |  | 21 mars 1937, Paris | 21 mars 1937, Paris |  |  | 25 avril 1937, Paris (Stade Roland-Garros) | 25 avril 1937, Paris (Stade Roland-Garros) |
|  |                        | SA Montrouge                | 12                |    |                        |                        |  |  | 21 mars 1937, Paris | 21 mars 1937, Paris |  |  | 25 avril 1937, Paris (Stade Roland-Garros) | 25 avril 1937, Paris (Stade Roland-Garros) |
|  | SA Montrouge           | SA Montrouge                | 12                | 18 |                        |                        |  |  | 21 mars 1937, Paris | 21 mars 1937, Paris |  |  | 25 avril 1937, Paris (Stade Roland-Garros) | 25 avril 1937, Paris (Stade Roland-Garros) |
|  | SA Montrouge           | 21 février 1937, Noyon      |                   | 18 |                        |                        |  |  | 21 mars 1937, Paris | 21 mars 1937, Paris |  |  | 25 avril 1937, Paris (Stade Roland-Garros) | 25 avril 1937, Paris (Stade Roland-Garros) |
|  | AS Montferrandaise     | 15                          |                   |    |                        |                        |  |  | 21 mars 1937, Paris | 21 mars 1937, Paris |  |  | 25 avril 1937, Paris (Stade Roland-Garros) | 25 avril 1937, Paris (Stade Roland-Garros) |
|  | AS Montferrandaise     | 15                          | CA Mulhouse       | 32 |                        |                        |  |  |                     |                     |  |  | 25 avril 1937, Paris (Stade Roland-Garros) | 25 avril 1937, Paris (Stade Roland-Garros) |
|  | 24 janvier 1937        |                             | CA Mulhouse       | 32 |                        |                        |  |  |                     |                     |  |  | 25 avril 1937, Paris (Stade Roland-Garros) | 25 avril 1937, Paris (Stade Roland-Garros) |
|  |                        | Olympique lillois           | 23                |    |                        |                        |  |  |                     |                     |  |  | 25 avril 1937, Paris (Stade Roland-Garros) | 25 avril 1937, Paris (Stade Roland-Garros) |
|  | Olympique lillois      | Olympique lillois           | 23                | 48 |                        |                        |  |  |                     |                     |  |  | 25 avril 1937, Paris (Stade Roland-Garros) | 25 avril 1937, Paris (Stade Roland-Garros) |
|  | Olympique lillois      | 21 mars 1937, Fontainebleau |                   | 48 |                        |                        |  |  |                     |                     |  |  | 25 avril 1937, Paris (Stade Roland-Garros) | 25 avril 1937, Paris (Stade Roland-Garros) |
|  | ASC Rennais            | 19                          |                   |    |                        |                        |  |  |                     |                     |  |  | 25 avril 1937, Paris (Stade Roland-Garros) | 25 avril 1937, Paris (Stade Roland-Garros) |
|  | ASC Rennais            | 19                          | Olympique lillois | 43 |                        |                        |  |  |                     |                     |  |  | 25 avril 1937, Paris (Stade Roland-Garros) | 25 avril 1937, Paris (Stade Roland-Garros) |
|  | 24 janvier 1937, Lyon  |                             | Olympique lillois | 43 |                        |                        |  |  |                     |                     |  |  | 25 avril 1937, Paris (Stade Roland-Garros) | 25 avril 1937, Paris (Stade Roland-Garros) |
|  |                        | Stade français              | 21                |    |                        |                        |  |  |                     |                     |  |  | 25 avril 1937, Paris (Stade Roland-Garros) | 25 avril 1937, Paris (Stade Roland-Garros) |
|  | Stade français         | Stade français              | 21                | 47 |                        |                        |  |  |                     |                     |  |  | 25 avril 1937, Paris (Stade Roland-Garros) | 25 avril 1937, Paris (Stade Roland-Garros) |
|  | Stade français         | 21 février 1937, Paris      |                   | 47 |                        |                        |  |  |                     |                     |  |  | 25 avril 1937, Paris (Stade Roland-Garros) | 25 avril 1937, Paris (Stade Roland-Garros) |
|  | SAN Nice               | 32                          |                   |    |                        |                        |  |  |                     |                     |  |  | 25 avril 1937, Paris (Stade Roland-Garros) | 25 avril 1937, Paris (Stade Roland-Garros) |
|  | SAN Nice               | 32                          | CA Mulhouse       | 19 |                        |                        |  |  |                     |                     |  |  |                                            |                                            |
|  | 24 janvier 1937, Paris |                             | CA Mulhouse       | 19 |                        |                        |  |  |                     |                     |  |  |                                            |                                            |
|  |                        | US Métro                    | 17                |    |                        |                        |  |  |                     |                     |  |  |                                            |                                            |
|  | Paris UC               | US Métro                    | 17                | 26 |                        |                        |  |  |                     |                     |  |  |                                            |                                            |
|  | Paris UC               |                             |                   | 26 |                        |                        |  |  |                     |                     |  |  |                                            |                                            |
|  | US Métro               | 27                          |                   |    |                        |                        |  |  |                     |                     |  |  |                                            |                                            |
|  | US Métro               | 27                          | US Métro          | 38 |                        |                        |  |  |                     |                     |  |  |                                            |                                            |
|  | 24 janvier 1937        |                             | US Métro          | 38 |                        |                        |  |  |                     |                     |  |  |                                            |                                            |
|  |                        | AS Saint-Hippolyte          | 15                |    |                        |                        |  |  |                     |                     |  |  |                                            |                                            |
|  | CAUFA Reims            | AS Saint-Hippolyte          | 15                | 14 |                        |                        |  |  |                     |                     |  |  |                                            |                                            |
|  | CAUFA Reims            | 21 février 1937, Lyon       |                   | 14 |                        |                        |  |  |                     |                     |  |  |                                            |                                            |
|  | AS Saint-Hippolyte     | 29                          |                   |    |                        |                        |  |  |                     |                     |  |  |                                            |                                            |
|  | AS Saint-Hippolyte     | 29                          | US Métro          | 30 |                        |                        |  |  |                     |                     |  |  |                                            |                                            |
|  | 24 janvier 1937, Autun |                             | US Métro          | 30 |                        |                        |  |  |                     |                     |  |  |                                            |                                            |
|  |                        | SCPO Paris                  | 26                |    |                        |                        |  |  |                     |                     |  |  |                                            |                                            |
|  | FA Mulhouse            | SCPO Paris                  | 26                | 22 |                        |                        |  |  |                     |                     |  |  |                                            |                                            |
|  | FA Mulhouse            |                             |                   | 22 |                        |                        |  |  |                     |                     |  |  |                                            |                                            |
|  | FC Lyon                | 32                          |                   |    |                        |                        |  |  |                     |                     |  |  |                                            |                                            |
|  | FC Lyon                | 32                          | FC Lyon           | 28 |                        |                        |  |  |                     |                     |  |  |                                            |                                            |
|  | 24 janvier 1937        |                             | FC Lyon           | 28 |                        |                        |  |  |                     |                     |  |  |                                            |                                            |
|  |                        | SCPO Paris                  | 40                |    |                        |                        |  |  |                     |                     |  |  |                                            |                                            |
|  | CAUFA Romilly          | SCPO Paris                  | 40                | 19 |                        |                        |  |  |                     |                     |  |  |                                            |                                            |
|  | CAUFA Romilly          |                             |                   | 19 |                        |                        |  |  |                     |                     |  |  |                                            |                                            |
|  | SCPO Paris             | 24                          |                   |    |                        |                        |  |  |                     |                     |  |  |                                            |                                            |
|  | SCPO Paris             | 24                          |                   |    |                        |                        |  |  |                     |                     |  |  |                                            |                                            |